# Теорема Фалеса про пропорційні відрізки

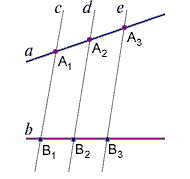

Теорема Фалеса — одна із теорем планіметрії. У математичній літературі країн колишнього Радянського Союзу відома як теорема Фалеса та узагальнена теорема Фалеса (теорема про пропорційні відрізки).
У європейській літературі теоремою Фалеса найчастіше називають іншу теорему.

## Історія
Теорема Фалеса належить давньогрецькому математику і філософу Фалесу Мілетському. За легендою, Фалес Мілетський знаходив висоту піраміди Хеопса, вимірюючи довжину її тіні на землі та довжину тіні палиці, вимірюваної висоти. Найперше письмове доведення цієї теореми подано в книзі «Начала» (книга VI).

## Формулювання
Теорема Фалеса: якщо паралельні прямі, що перетинають дві задані прямі а і b, відтинають на одній прямій рівні відрізки, то вони відтинають рівні відрізки й на іншій прямій.
{\displaystyle A_{1}A_{2}=A_{2}A_{3},} то {\displaystyle B_{1}B_{2}=B_{2}B_{3}.}
Узагальнена теорема Фалеса: паралельні прямі, що перетинають дві задані прямі а і b, відтинають на них пропорційні відрізки.
{\displaystyle {\frac {A_{1}A_{2}}{B_{1}B_{2}}}={\frac {A_{2}A_{3}}{B_{2}B_{3}}}={\frac {A_{1}A_{3}}{B_{1}B_{3}}}.}

## Доведення теореми Фалеса

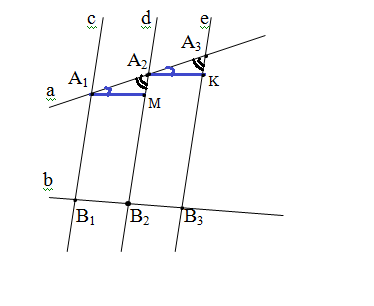
Малюнок 1

Нехай дано паралельні прямі {\displaystyle A_{1}B_{1}\parallel } {\displaystyle A_{2}B_{2}\parallel } {\displaystyle A_{3}B_{3}} , які перетинають прямі {\displaystyle a} і {\displaystyle b}, причому {\displaystyle A_{1}A_{2}=A_{2}A_{3}} (дивитись праворуч Малюнок 1).
Через точки {\displaystyle A_{1}} і {\displaystyle A_{2}} проведено прямі {\displaystyle A_{1}M} і {\displaystyle A_{2}K}, паралельні прямій {\displaystyle b}.
{\displaystyle \vartriangle A_{1}A_{2}M=\vartriangle A_{2}A_{3}K} за другою ознакою рівності трикутників, оскільки:
1){\displaystyle A_{1}A_{2}=A_{2}A_{3}} — за умовою,
2){\displaystyle \angle A_{1}A_{2}M=\angle A_{2}A_{3}K} — відповідні кути при паралельних прямих {\displaystyle MA_{2}} і {\displaystyle KA_{3}},
3){\displaystyle \angle A_{2}A_{1}M=\angle A_{3}A_{2}K} — відповідні кути при паралельних прямих {\displaystyle A_{1}M} і {\displaystyle A_{2}K}.
З рівності трикутників {\displaystyle \vartriangle A_{1}A_{2}M=\vartriangle A_{2}A_{3}K} {\displaystyle \Rightarrow }{\displaystyle A_{1}M}={\displaystyle A_{2}K}, як відповідні сторони рівних трикутників.

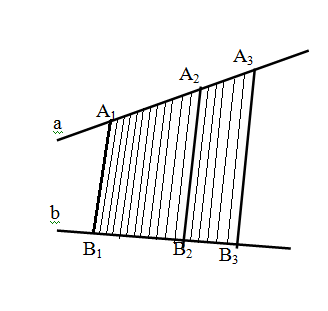
Малюнок 2

З побудови (Малюнок 1) чотирикутник {\displaystyle A_{1}B_{1}B_{2}M} — паралелограм, тому {\displaystyle A_{1}M=B_{1}B_{2}}.
З побудови (Малюнок 1) чотирикутник {\displaystyle A_{2}B_{2}B_{3}K} — паралелограм, тому {\displaystyle A_{2}K=B_{2}B_{3}}.
Звідси {\displaystyle A_{1}M=A_{2}K} і {\displaystyle B_{1}B_{2}=B_{2}B_{3}}.

## Доведення узагальненої теореми Фалеса
Нехай прямі {\displaystyle a} і {\displaystyle b} перетинають паралельні прямі у точках {\displaystyle A_{1},A_{2},A_{3}} і {\displaystyle B_{1},B_{2},B_{3}} відповідно (дивитись праворуч Малюнок 2).
Доведемо, що {\displaystyle {\frac {A_{1}A_{2}}{A_{1}A_{3}}}={\frac {B_{1}B_{2}}{B_{1}B_{3}}}} для випадку, коли існує відрізок такої довжини {\displaystyle \delta }, який можна відкласти ціле число разів на відрізку {\displaystyle A_{1}A_{3}} і {\displaystyle A_{1}A_{2}}. Нехай {\displaystyle A_{1}A_{3}=n\delta }, {\displaystyle A_{1}A_{2}=m\delta } і {\displaystyle n>m}. Поділимо відрізок {\displaystyle A_{1}A_{3}} на {\displaystyle n} рівних частин (довжиною {\displaystyle \delta }), точка {\displaystyle A_{2}}- одна з точок поділу. Через точки поділу проведемо прямі, паралельні {\displaystyle A_{3}B_{3}}. За теоремою Фалеса ці прямі ділять відрізок {\displaystyle B_{1}B_{3}} на рівні відрізки деякої довжини {\displaystyle \delta _{1}}. Отримаємо:{\displaystyle B_{1}B_{3}=n\delta _{1}}, {\displaystyle B_{1}B_{2}=m\delta _{1}}, {\displaystyle {\frac {A_{1}A_{2}}{A_{1}A_{3}}}={\frac {m\delta }{n\delta }}={\frac {m}{n}}} і {\displaystyle {\frac {B_{1}B_{2}}{B_{1}B_{3}}}={\frac {m\delta _{1}}{n\delta _{1}}}={\frac {m}{n}}} {\displaystyle \Longrightarrow } {\displaystyle {\frac {A_{1}A_{2}}{A_{1}A_{3}}}={\frac {B_{1}B_{2}}{B_{1}B_{3}}}}.